# Argania spinosa
Argania spinosa (sinónimo A. sideroxylon Roem. & Schult.) es una especie de planta de flores perteneciente a la familia Sapotaceae, siendo endémica de los semi-desiertos calcáreos del suroeste de Marruecos. Es la única especie del género Argania y recibe en español el nombre indistinto de argán y erguén (no confundir con las especies del género Calicotome).

## Descripción

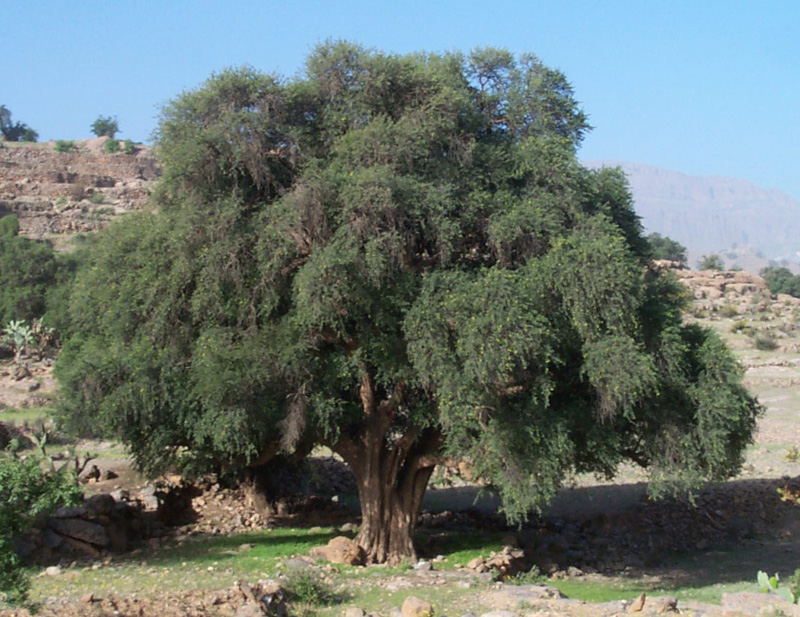
Argán.

El argán crece hasta los 8-10 metros de altura y vive unos 150-200 años. Crece en la zona comprendida entre Tiznit y Esauira. Es espinoso con el tronco rugoso. Tiene pequeñas hojas de 2-4 cm de longitud, ovales con el ápice redondeado. Las flores son pequeñas, con cinco pétalos amarillo-verdosos; florece en abril. El fruto es de 2-4 cm de longitud y 1,5-3 cm de ancho, con piel espesa y gruesa que rodea la cáscara amarga con dulce olor; ésta rodea a los frutos que contienen 2-3 semillas que son ricas en aceite. El fruto tarda un año en madurar hasta junio-julio del siguiente año.
La superficie de los bosques de Argania ha menguado en un 50 % en los últimos 100 años, debido a su utilización como combustible, el pastoreo y el cultivo intensivo. Su mejor protección para su conservación podría encontrarse en el reciente desarrollo de la producción de aceite de argán para su exportación como un producto de alto valor comercial.
En 1998, la Unesco declaró Reserva de la Biosfera la Arganeraie de 2 568 780 hectáreas al suroeste de Marruecos en las que crece el argán.
En el corazón de esta reserva se encuentra el Parque nacional de Souss-Massa.

## Usos

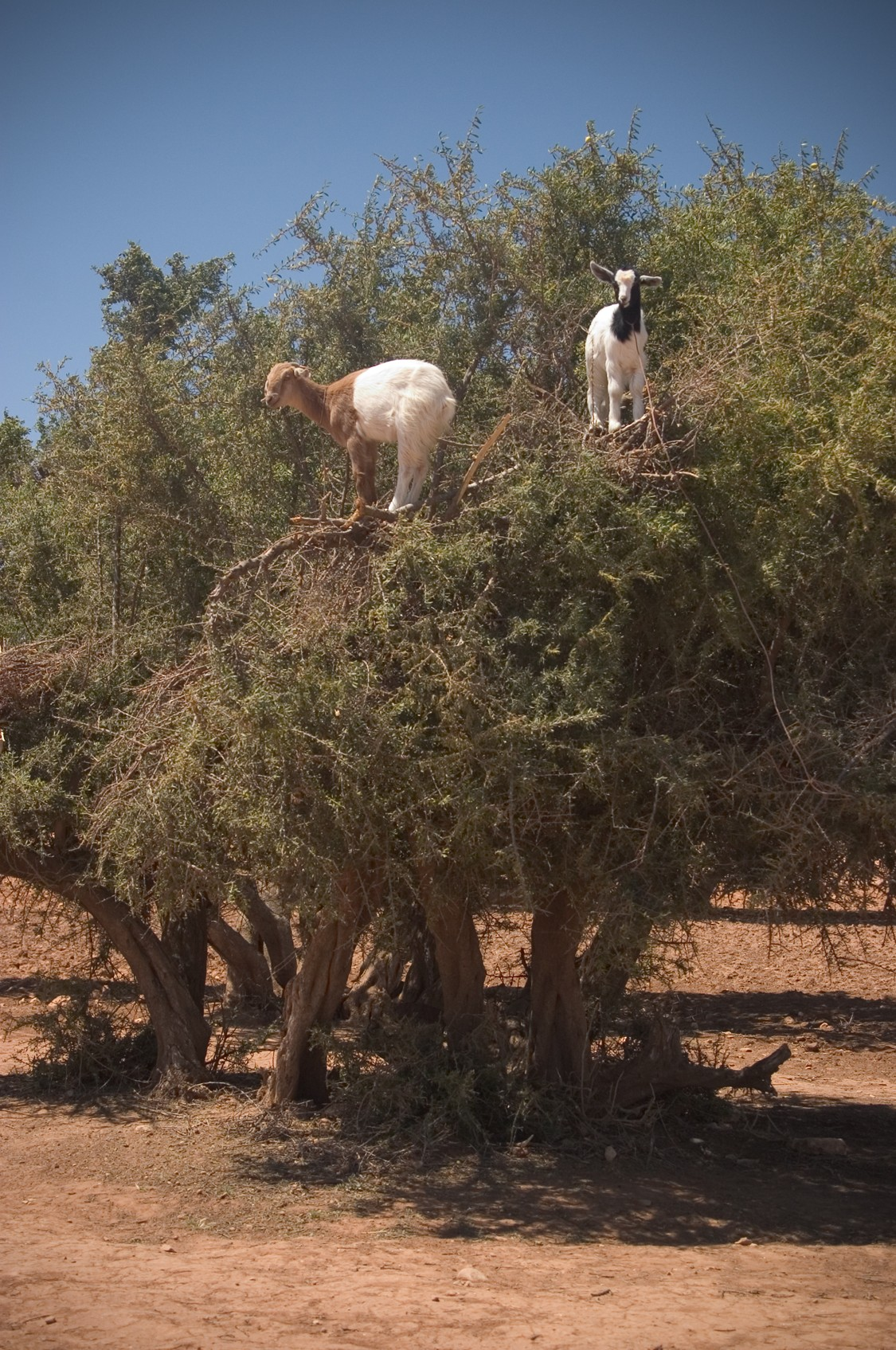
Cabras sobre un argán.

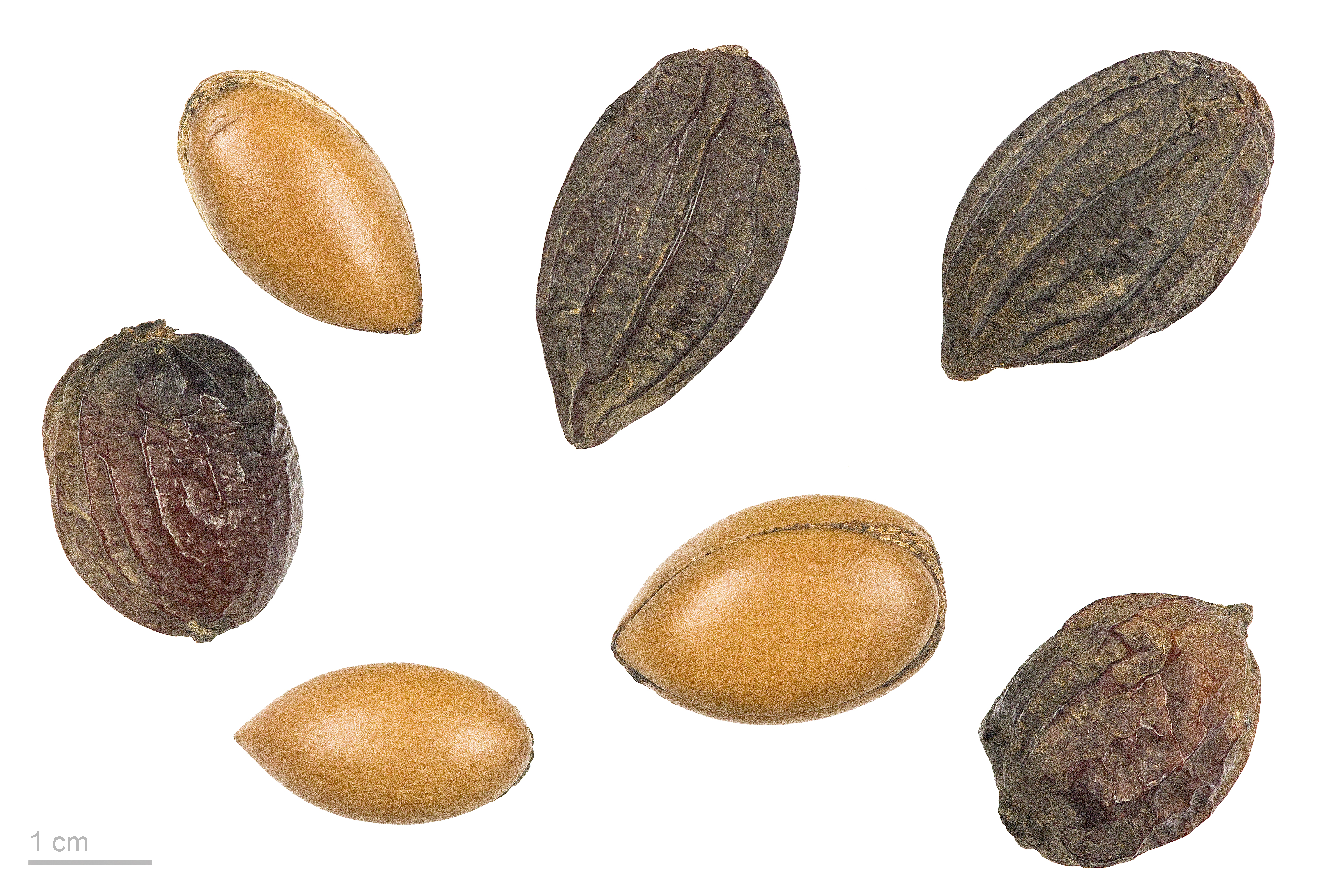
Frutos y semillas de Argania spinosa.

En algunos lugares de Marruecos, el argán toma el lugar del olivo como fuente de recursos, ya que se utiliza como forraje, combustible y madera. Es el combustible de la sociedad bereber, especialmente cerca de Essaouira. Crecen éstos árboles en partes del Levante español.
Cuando escasea el alimento, las cabras se suben al árbol para comer sus hojas.
En la gastronomía de Marruecos  el aceite de argán o arganá se usa como condimento de muchas comidas.
Los conocimientos, técnicas y prácticas vinculadas al argán fueron designadas como Patrimonio Cultural Inmaterial de la Humanidad por la Unesco el 27 de noviembre de 2014.

## Taxonomía
Argania spinosa fue descrita originalmente por Carolus Linnaeus como Sideroxylon spinosum (basiónimo) en Species Plantarum, vol. 1, p. 193 en 1753, y posteriormente atribuido al género Argania por Homer Collar Skeels y publicado en U.S. Department of Agriculture Bureau of Plant Industry Bulletin 227: 28, en el año 1911.
Sinonimia
- Argania sideroxylon Roem. & Schult.
- Elaeodendron argan Retz.
- Sideroxylon argan (Retz.) Baill.
- Sideroxylon spinosum L. (basiónimo).
- Tekelia spinosa (L.) Scop.
- Verlangia argan (Retz.) Neck. ex Raf.[6]